# Эль-Тахин
Тахин — археологический объект, расположенный в современном муниципалитете Поса-Рика-де-Идальго.
Эль-Тахин был основным центром классической культуры Веракрус и одним из крупнейших городов в западной части Мезоамерики в ходе классической эры.
Tajín означает город или место, гром в Тотонакском языке, и, как полагают, был одним из имён Тотонака — бога грома, молнии и дождя.

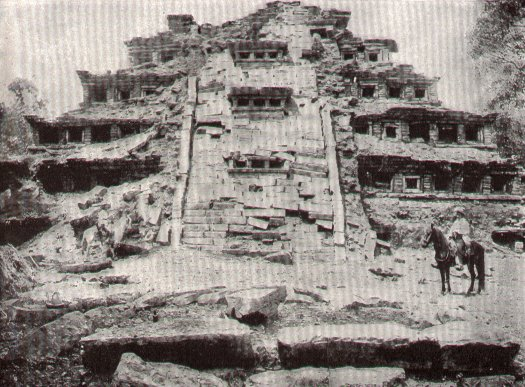
Фотография из февральского номера журнала National Geographic 1913 года.
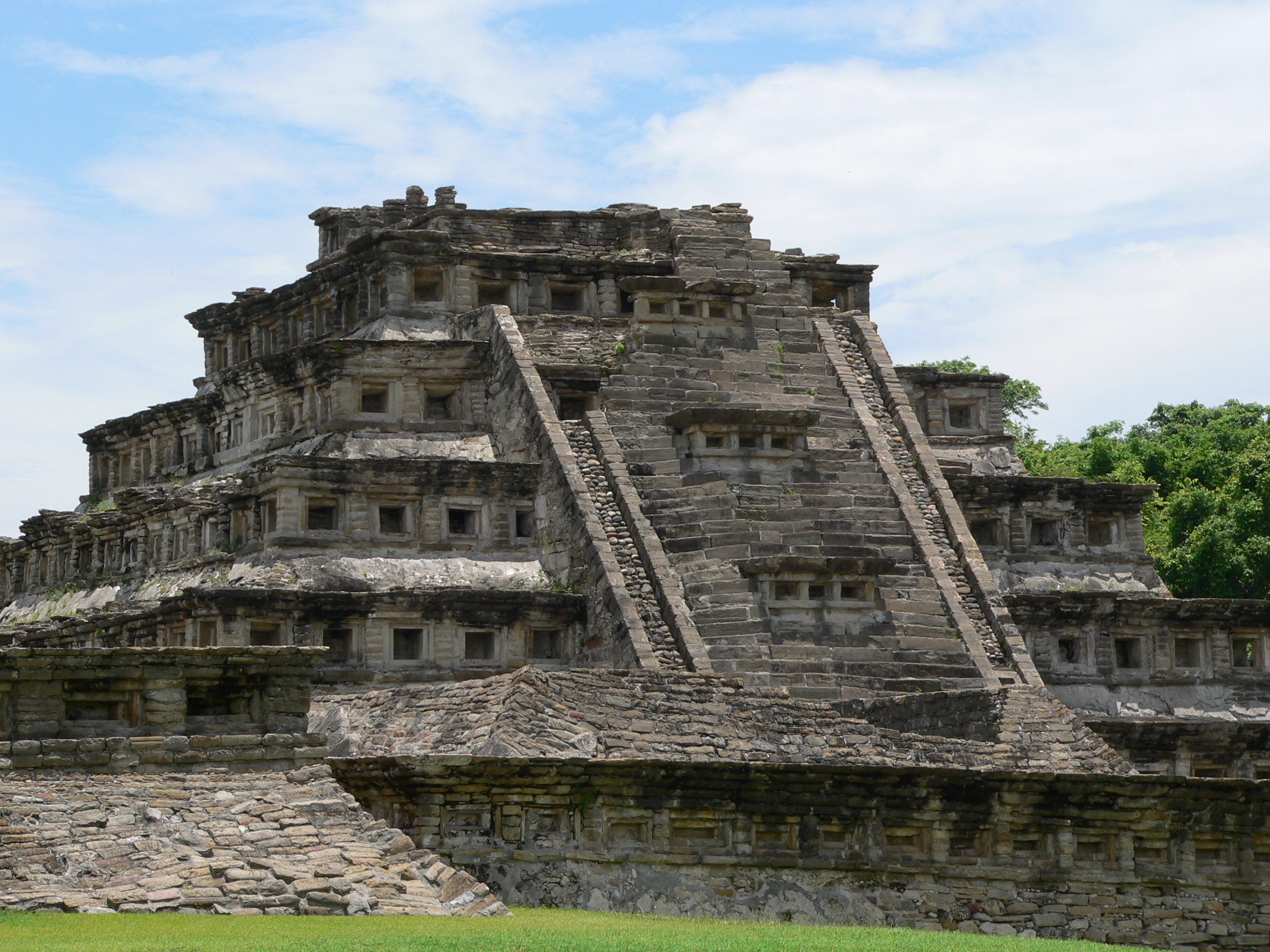
Пирамида Эль-Тахина, июль 2005 года.
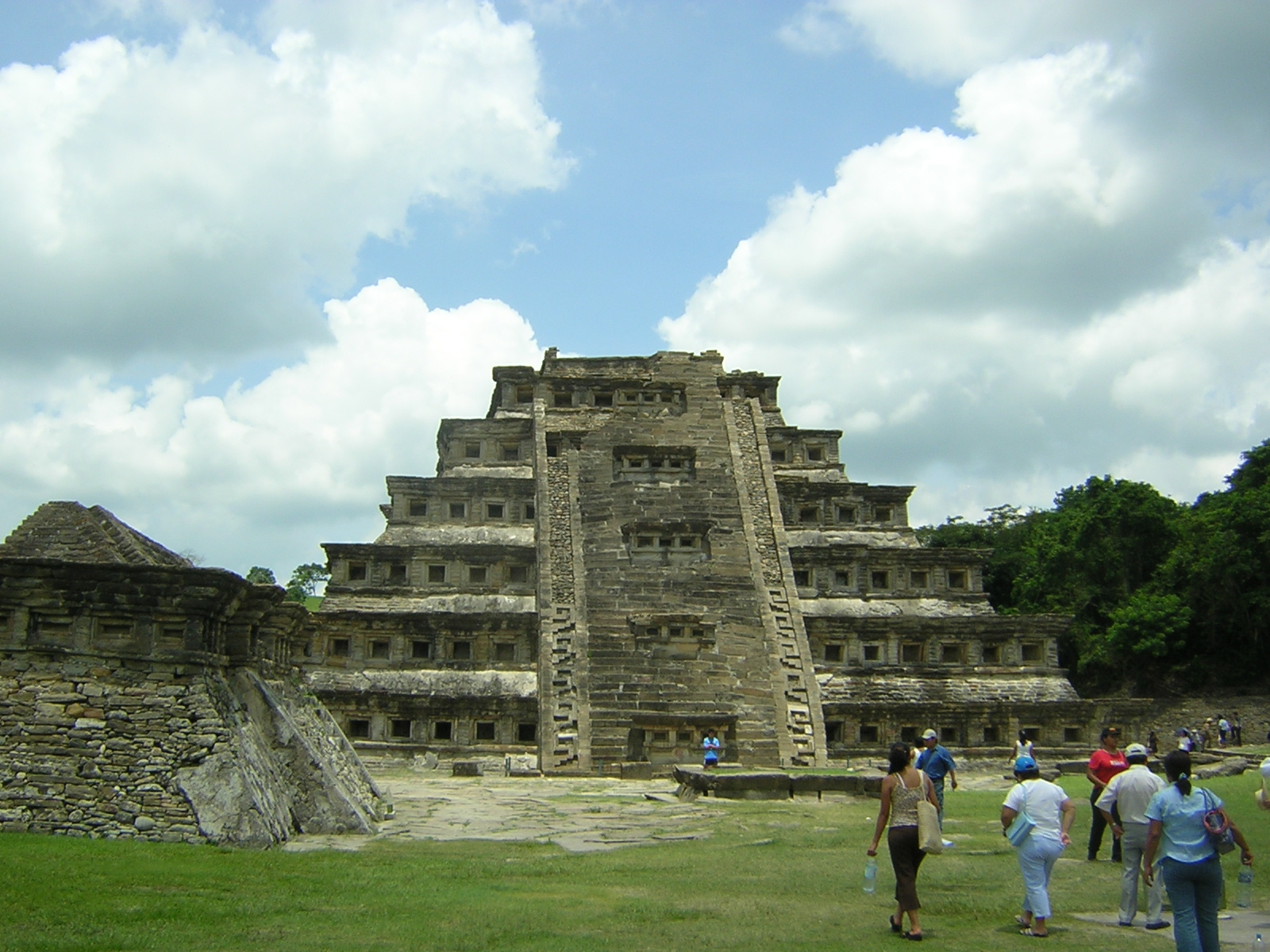
Эль-Тахин в августе 2006 года.